# Codonopsis clematidea
Codonopsis clematidea là loài thực vật có hoa trong họ Hoa chuông. Loài này được (Schrenk) C.B.Clarke mô tả khoa học đầu tiên năm 1881.